# Sorrow and Joy
Pour plus de détails, voir Fiche technique et Distribution.
Sorrow and Joy (Sorg og glæde) est un film danois réalisé par Nils Malmros, sorti en 2013.

## Fiche technique
- Titre : Sorrow and Joy
- Titre original : Sorg og glæde
- Réalisation : Nils Malmros
- Scénario : Nils Malmros et John Mogensen
- Pays d'origine : Danemark
- Format : Couleurs
- Genre : drame
- Date de sortie : 2013

## Distribution
- Jakob Cedergren : Johannes
- Helle Fagralid : Signe
- Ida Dwinger : Else
- Kristian Halken : Laurits
- Nicolas Bro : Birkemose
- Helle Hertz : la mère de Johannes
- Niels Weyde : le père de Johannes
- Søren Pilmark : Avocat

## Récompense
- Robert de la meilleure actrice pour Helle Fagralid